# Euchalcia armeniae
Euchalcia armeniae là một loài bướm đêm trong họ Noctuidae.